# Художественный музей Челси
Художественный музей Челси (англ. The Chelsea Art Museum, сокращённо САМ) — художественный музей в Нью-Йорке, США.

## Миссия
Художественный музей Челси посвящает себя исследованию «искусства в пределах контекста». Этот подход определяет программу выставок, которые отражают современный человеческий опыт через широкий спектр культурных, социальных, экологических и географических контекстов.

## Собрание
Коллекция Художественного музея Челси включает работы многих европейских художников-абстракционистов: Corpora, Lakner, Kirkeby, Millares, Miotte, Santomaso, Schumacher, Stöhrer, Thieler, Vedova. В коллекцию также входят работы американских художников-абстракционистов: Francis, LaNoue, Mitchell, Motherwell, Riopelle. Пополнение коллекции является приоритетным для Музея.